# Ene-Lille Kitsing
Ene-Lille Kitsing  (nacida el 19 de enero de 1934 en Tartu, Estonia) es una exjugadora de baloncesto soviética. Fue campeona del mundo en el Mundial de la Unión Soviética 1959.